# 小川真司 (撮影監督)
小川 真司（おがわ しんじ、1959年9月18日 - ）は、日本の映画撮影監督。日本映画撮影監督協会所属。

## 経歴
神奈川県横浜市で生まれる。1981年ににっかつ芸術学院を卒業後、フリーランス撮影助手となる。1993年、電気事業連合会のテレビコマーシャルで初めて撮影担当を務める。2003年より撮影監督。
2008年から2014年まで京都造形芸術大学映画学科准教授を務めた。

## 主な撮影・撮影監督作品
- CAT'S EYE　キャッツ・アイ (1997) - 撮影
- 極道戦国志　不動2 (1997)<OV> - 撮影
- 極道戦国志　不動3 (1997)<OV> - 撮影
- 俺の空［刑事編］ (1998)<OV> - 撮影
- 俺の空［刑事編］　闇の制裁 (1998)<OV> - 撮影
- 密告（チクリ）　マル暴裏捜査 (1998)<OV> - 撮影
- ダンジェ Danger de mort (1999) - 撮影
- 女囚K　濡れた過去の女たち (2001)<OV> - 撮影
- オトコタチノ狂 (2003)	編集/撮影監督
- 女学生 (2005)<OV> - 撮影
- 放郷物語　THROES OUT MY HOMETOWN (2006) - 撮影
- ハヴァ、ナイスデー (2006) - 撮影
- 彩恋　SAI-REN (2007) - 撮影監督
- 歌謡曲だよ、人生は (2007) - 撮影
- えんこえれじー　浅草哀歌 (2008) - 撮影監督
- 黄金花　秘すれば花、死すれば蝶 (2009) - 撮影監督
- MADE IN JAPAN 〜こらッ!〜(2011) - 撮影監督
- カミハテ商店 (2012) - 撮影[2]
- 正しく生きる(2014) - 撮影監督[3]
- 赤い玉、 (2015) - 撮影監督
- 夜明けまでバス停で (2022) - 撮影監督・編集
- さすらいのボンボンキャンディ（2022)-撮影監督